# Anselme Gaëtan Desmarest
Anselme Gaëtan Desmarest (Paris, 6 de março de  1784 - Alfort, 4 de junho de 1838) foi um zoólogo francês. 

## Biografia
Desmarest fez seus estudos na Escola Central de Paris e posteriormente no  Prytanée. Protegido de  Bernard Germain de Lacépède ( 1756-1825), aluno de  Georges Cuvier (1769-1832) e Alexandre Brongniart (1770-1847), consagrou seu tempo de folga estudando história natural. Ensinou zoologia na Escola Veterinária de Alford a partir de 1814. Tornou-se membro da Academia de Medicina em 1820.
Era filho do geólogo Nicolas Desmarest (1725-1815) e pai do entomologista Eugène Anselme Sébastien Léon Desmarest (1816-1889).

## Obras
Publicou numerosos trabalhos sobre fósseis.
Suas principais obras são:
- Histoire Naturelle des Tangaras, des Manakins et des Todiers ( 1805),
- Considérations générales sur la classe des crustacés ( 1825)
- Dictionnaire des Sciences Naturelles ( 1816-1830), com André Marie Constant Duméril.

## Fonte
- Artigo de St. Le Tourneur  em Roman D’Amat et R. Limouzin-Lamothe (dir.) ( 1962), "Dictionnaire de biographie française", décimo volume : Dallier – Desplagnes, Livraria Letouzey et Ané ( Paris) : 1437.